# Síverski Donets
El riu Síverski Donets o Séverski Donets (rus: Северский Донец, ucraïnès: Сіверський Донець), sovint anomenat simplement Donets, és un riu de la conca de la mar d'Azov. Neix a Rússia, al poble de Podolkhi (Подольхи), a l'óblast de Bélgorod, passa uns 40 km abans de travessar la frontera amb Ucraïna, travessa les óblasts de Khàrkiv, Donetsk i Luhansk, aquests últims formant part de la regió històrica del Donbàs o Conca del Donets (Донецький басейн, Donetski Bassein, normalment abreviat a Донбас, Donbas o Донбасс, Donbàs), després creua la frontera de nou i desemboca al riu Don, a l'óblast de Rostov a Rússia, al sud de Konstantinovsk, a 218 km abans que el Don desemboqui a la mar d'Azov.
El Síverski Donets té una llargada de 1.053 km, és el riu més important d'Ucraïna oriental, el quart riu més important d'Ucraïna quant a mida, un afluent dret del Don i el seu afluent més potent.
És navegable al seu tram inferior; serveix com a artèria de transport important per la regió del Donbàs, on es concentren indústria mineres i pesants, i també proveeix aigua potable a una part de la Ucraïna oriental.

## Ciutats

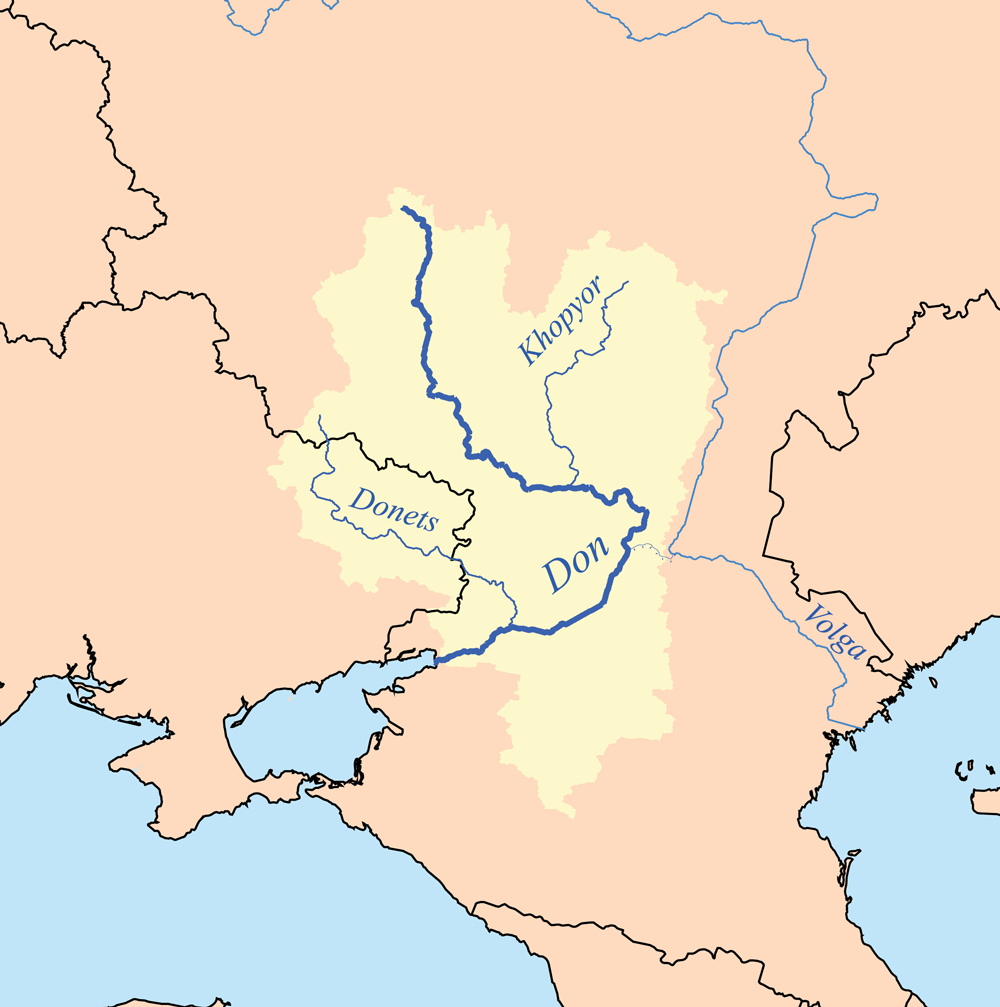
Mapa que mostra el Donets i el Don en un context més ample (en anglès)

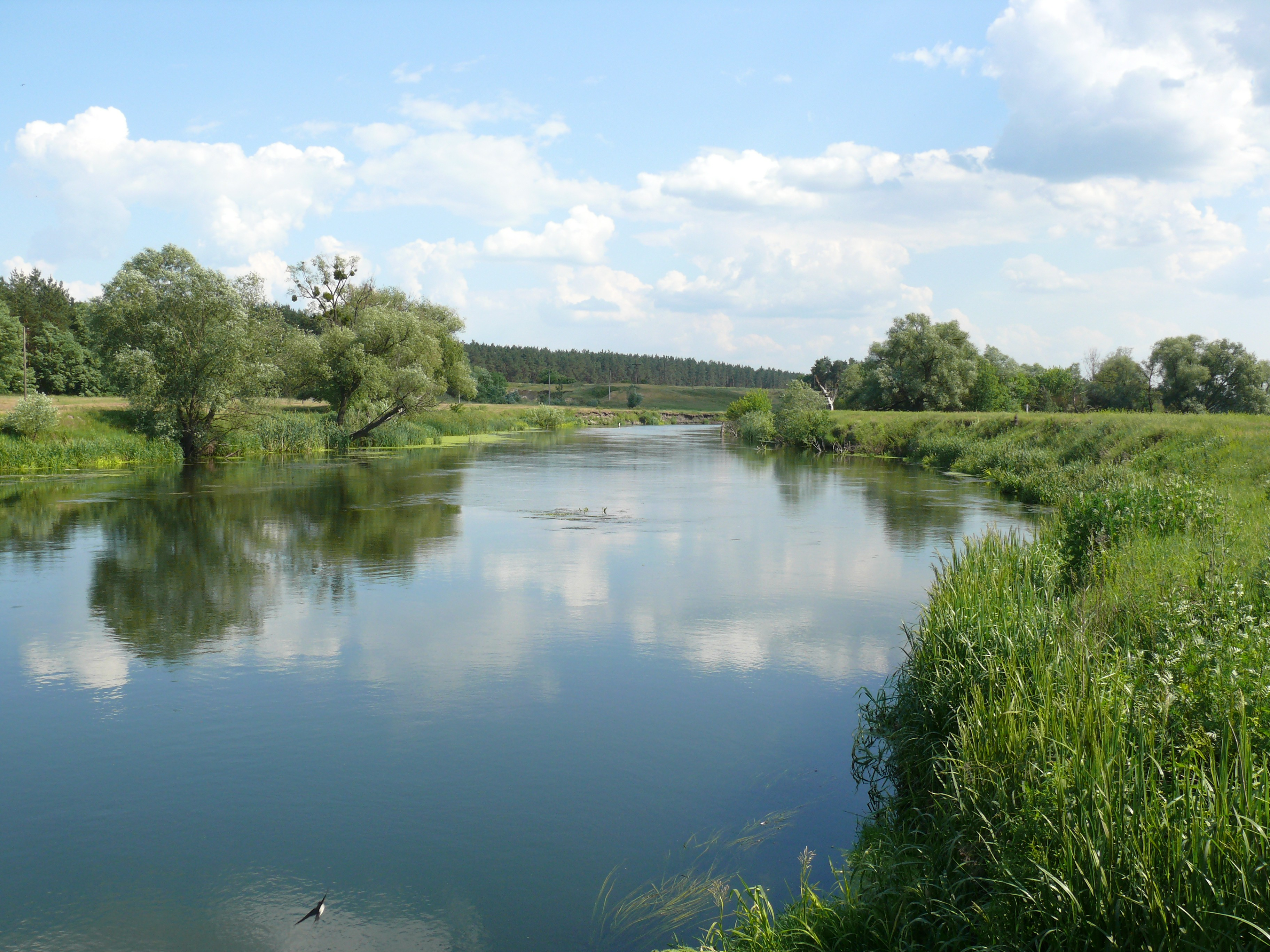
Al terme del poble de Mokhnatx, riu amunt de la ciutat de Zmíïv, óblast de Khàrkiv.

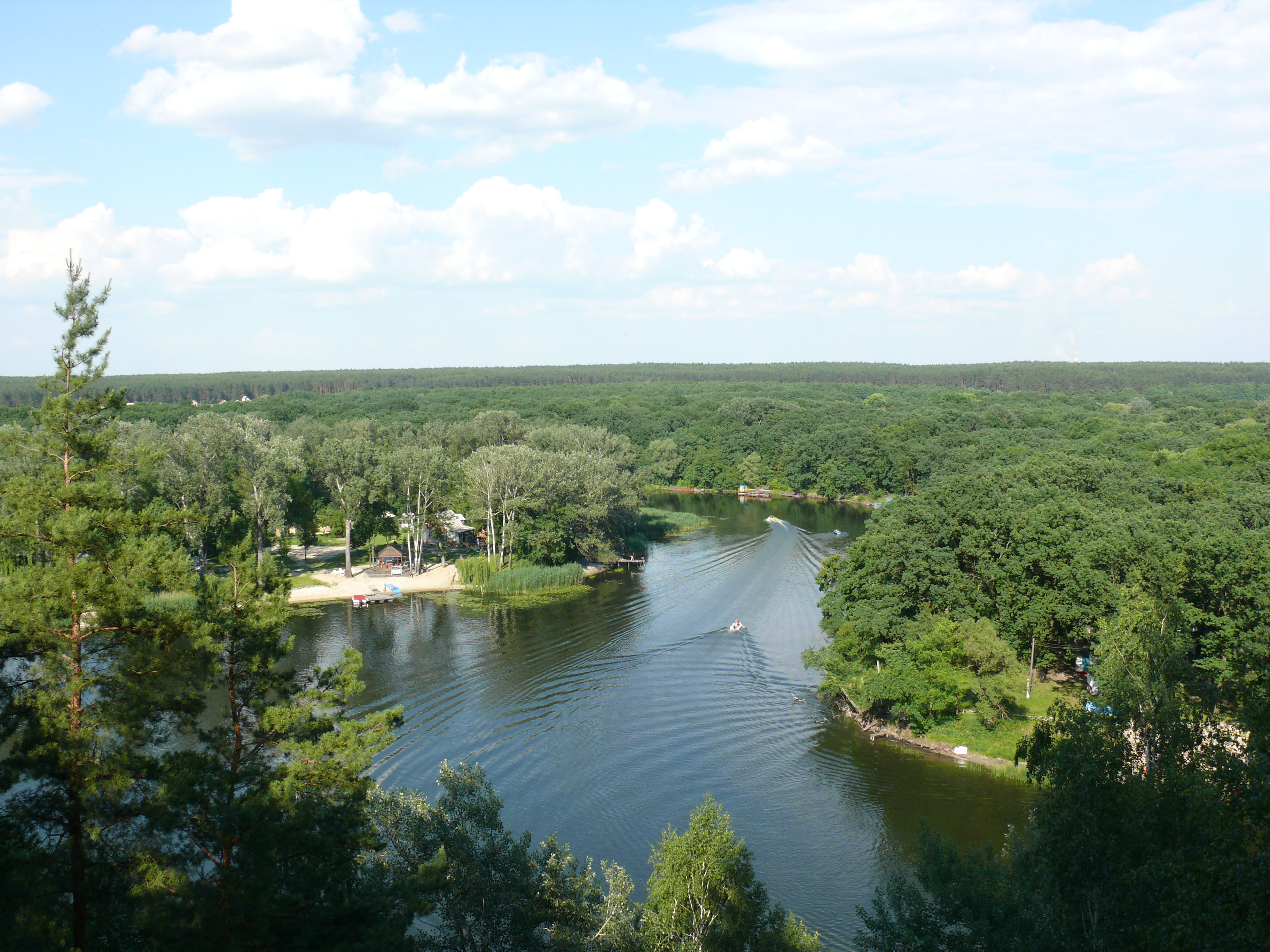
Prop de la Muntanya del cosac, després de Zmíïv.

Algunes ciutats a la vora del riu, de l'origen fins a la desembocadura:
- Bélgorod (Бєлгород), (Rússia, óblast de Bélgorod)
- Petxenihi (Печеніги), (Ucraïna, óblast de Khàrkiv)
- Txuhúïv (Чугуїв), (Ucraïna, óblast de Khàrkiv)
- Zmíïv (Зміїв), (Ucraïna, óblast de Khàrkiv)
- Izium (Ізюм), (Ucraïna, óblast de Khàrkiv)
- Raihorodok (Райгородок), un assentament de tipus urbà (Ucraïna, óblast de Donetsk)
- Rubijne (Рубіжне), (Ucraïna, óblast de Luhansk)
- Lissitxansk (Лисичанськ), (Ucraïna, óblast de Luhansk)
- Sièverodonetsk (Сєверодонецьк), (Ucraïna, óblast de Luhansk)
- Luhansk (Луганськ), (Ucraïna, óblast de Luhansk)
- Donietsk (Донецьк), (Rússia, óblast de Rostov)
- Kàmiensk-Xakhtinski (Каменськ-Шахтинський), (Rússia, óblast de Rostov)
- Ust-Donietski (Усть-Донецкий), (Rússia, óblast de Rostov)

## Llocs d'interès

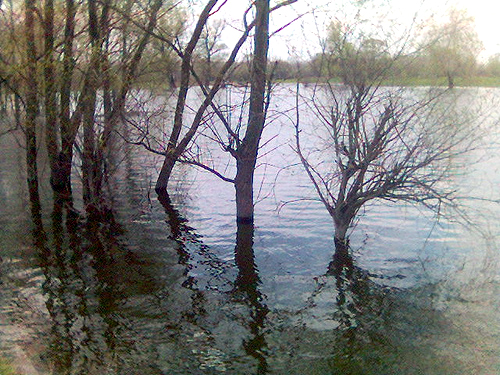
Aigües altes a la primavera, raoin d'Izium, óblast de Khàrkiv, Ucraïna

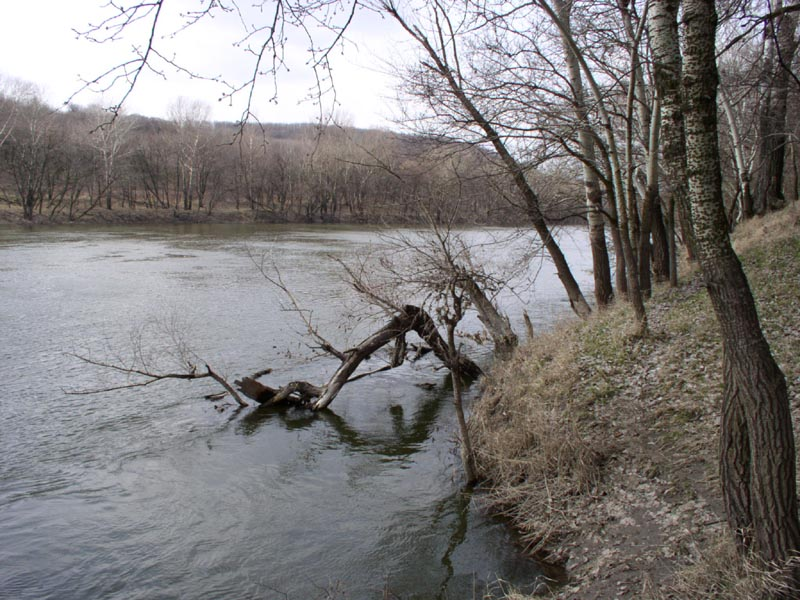
Primavera (raion d'Izium)

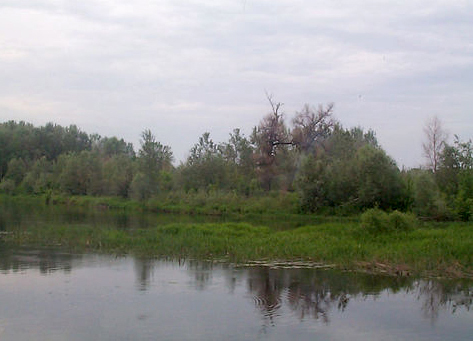
Estiu (raion d'Izium)

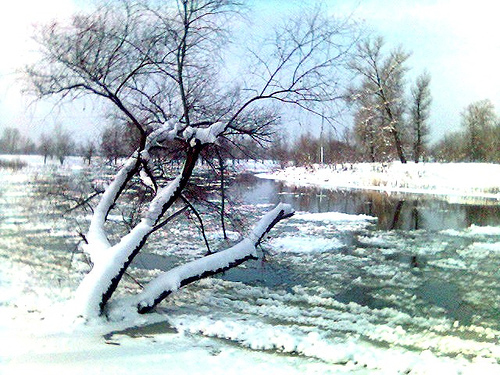
Hivern (raion d'Izium)

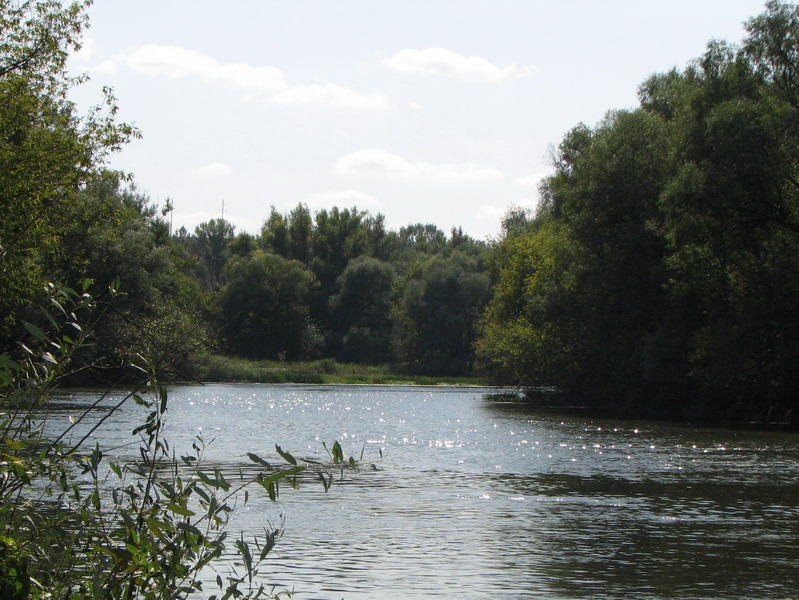
Detall del riu prop de Xypylivka, óblast de Luhansk.

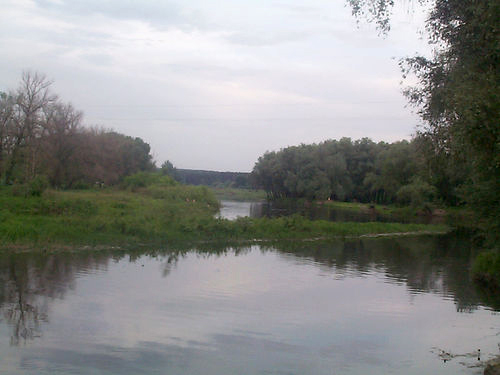
Parc natural regional d'Iziumska Luka (Ізюмська лука, "Prat d'Izium"), óblast de Khàrkiv.

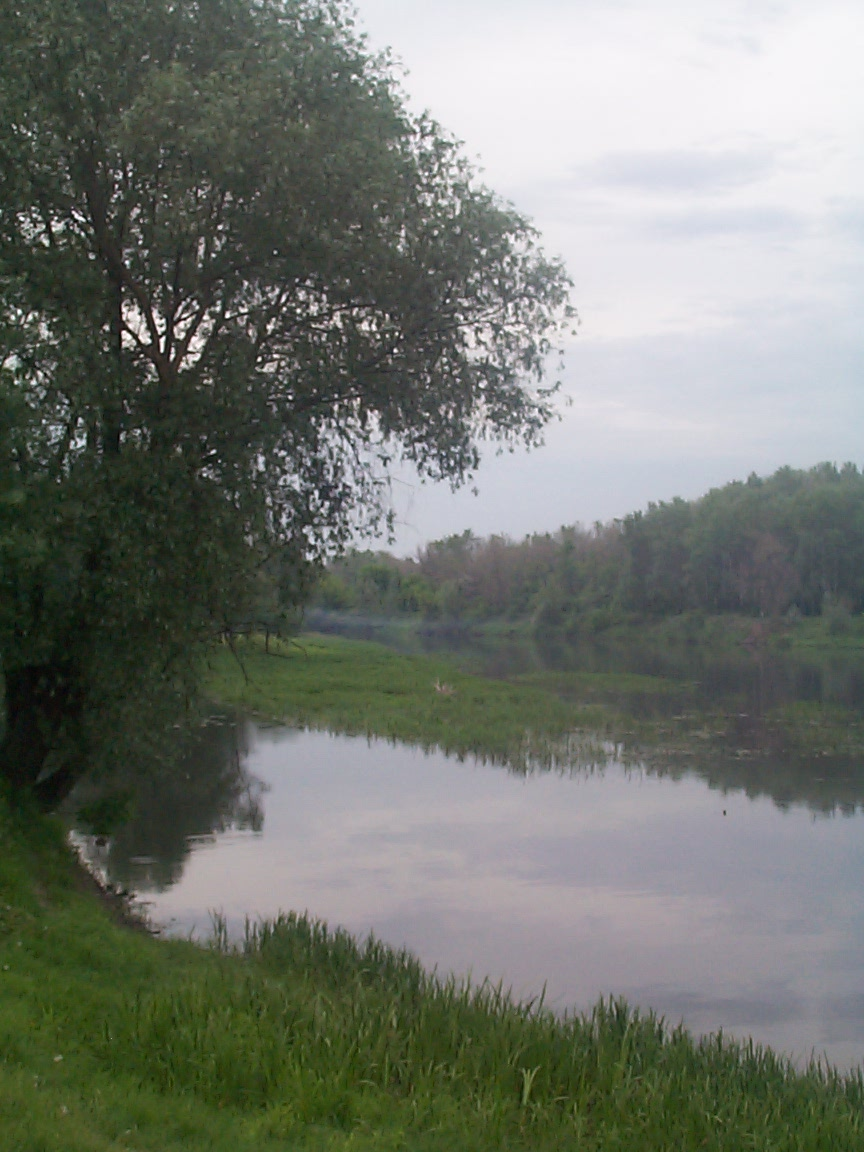
El riu vora Izium

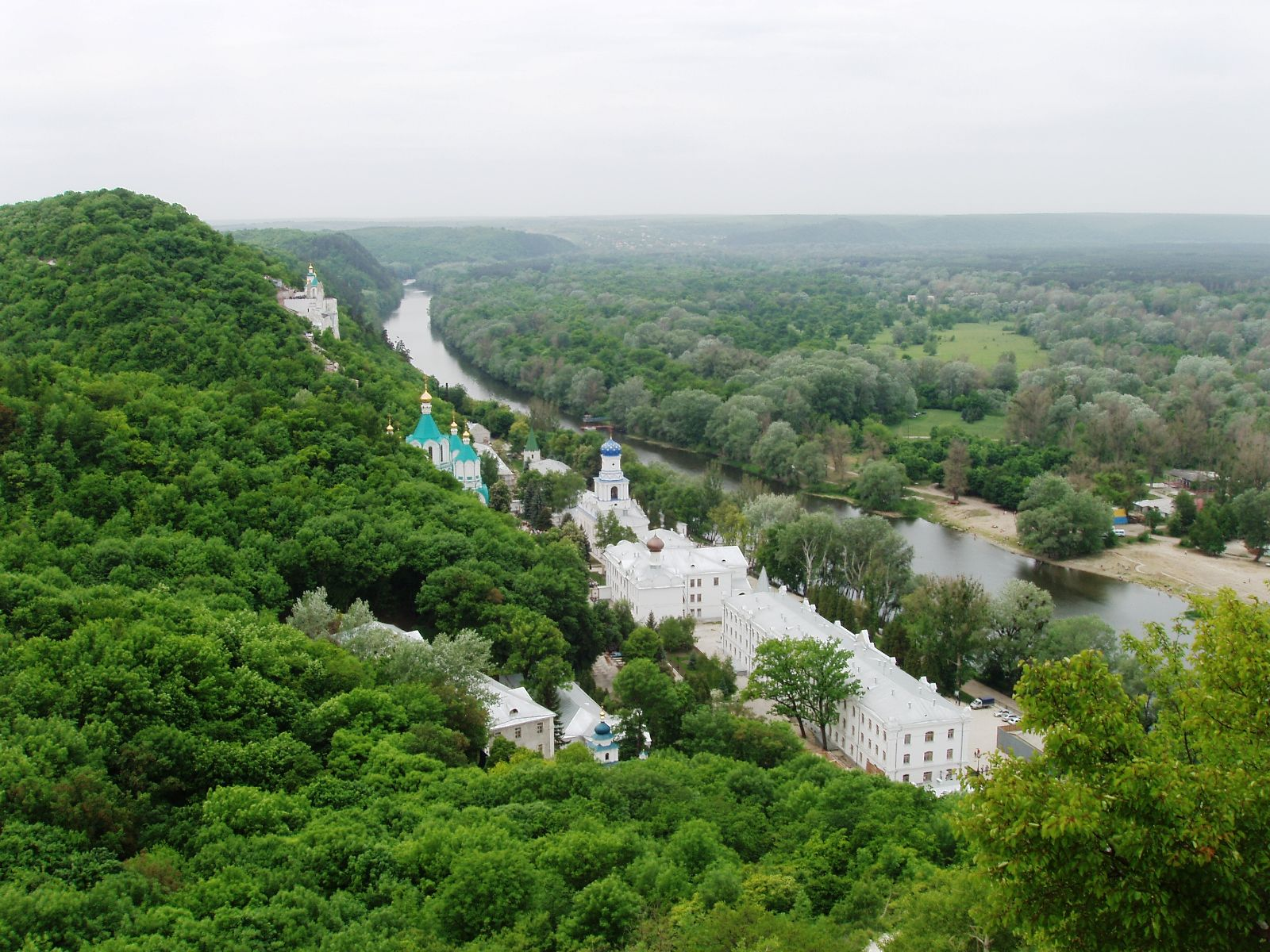
Monestir de Sviatohirsk, a Sviatohirsk, óblast de Donetsk

- Monestir de Sviatohirsk (Святогірська Лавра), a Sviatohirsk (Святогі́рськ, "Muntanya Sagrada", abans del 1938, Банно-Тетянівка, Banno-Tetiànivka), óblast de Donetsk, Ucraïna. El nom complet és Monestir de la Dormició de la Mare de Déu de Sviatohirsk (Свято-Успенська Святогірська Лавра, Sviato-Uspenska Sviatohirska Lavra).

- Parc natural regional d'Iziumska Luka (nom oficial: регіональний ландшафтний парк місцевого значення "Ізюмська лука", Parc regional paisatgístic d'importància local "Iziumska Luka", o "Prat d'Izium"). Els seus 5.002 ha comprenen espais d'aiguamolls, prats i bosc de ribera a la riba esquerra del Síverski Donets, a l'óblast de Khàrkiv.

## Tributaris

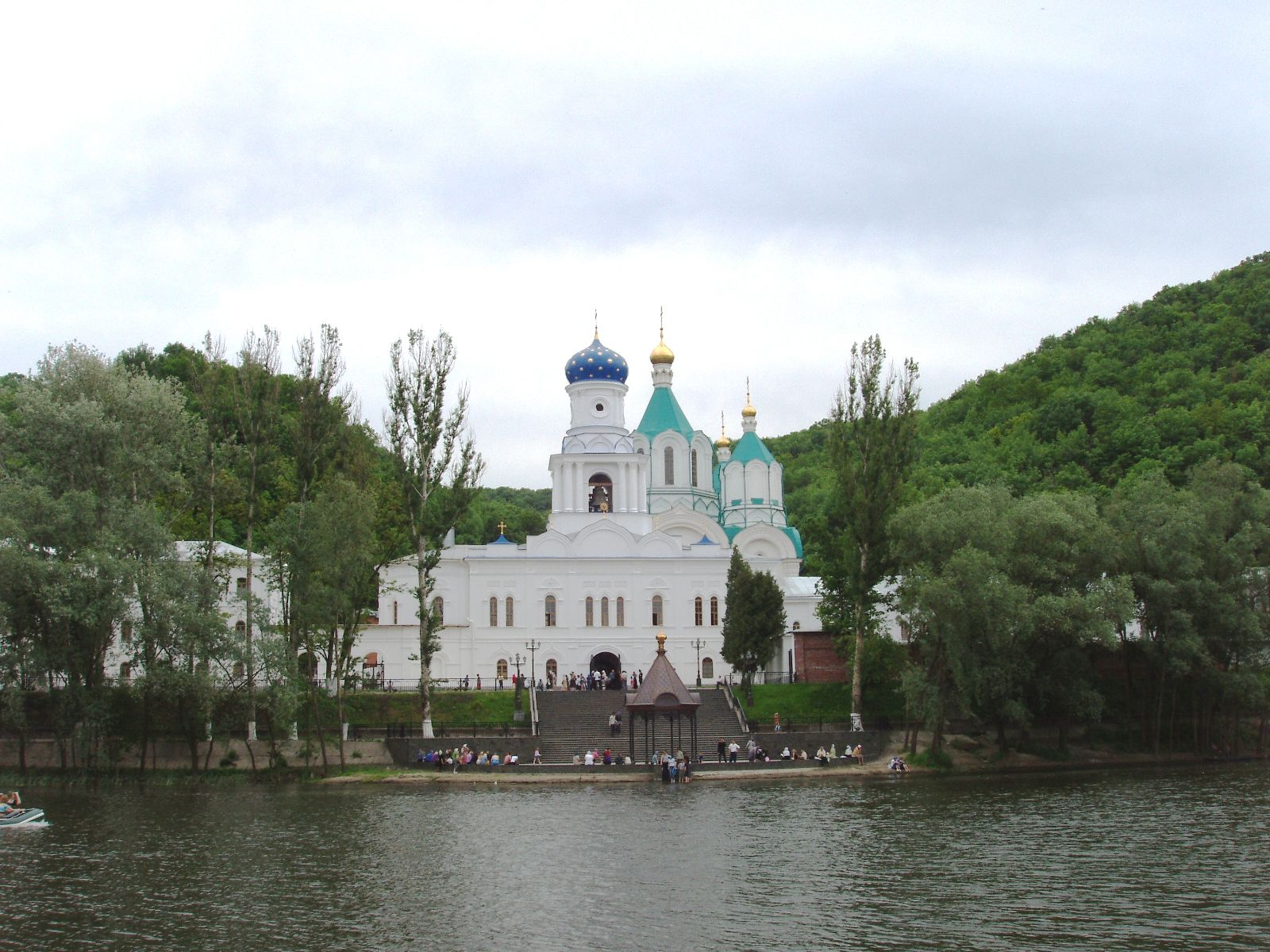
Monestir de Sviatohirsk, la platja.

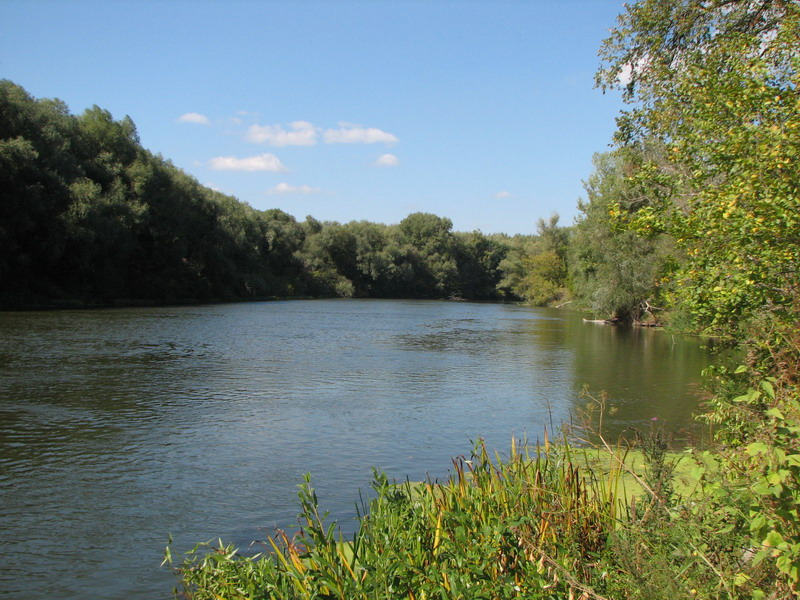
El Síverskyi Donets a l'óblast de Luhansk, prop de Xypylivka (Шипилівка)

Afluents del Síverski Donets, en ordre orogràfic (des de l'origen fins a la desembocadura, E = afluent esquerra, D = afluent dret):
- Vovtxa o Vovtxi Vody (Во́вча o Во́вчі Во́ди, E, 90 km), neix a Rússia i passa per l'óblast de Khàrkiv. S'uneix al Síverski Donets al km 941 abans de la seva desembocadura al riu Don. El riu banya la ciutat de Vovtxansk, entre altres llocs. Un dels seus afluents és el Plotva (Плотва, 36 km).
- Babka o Velika Babka (Бабка, tb. Велика Бабка, D, 42 km), neix prop de l'assentament de tipus urbà de Peremoha. Tot ell transcorre dins el territori de l'óblast de Khàrkiv.
- Khotímlia (Хотімля, E, 38 km), óblast de Khàrkiv. Neix al poble de Prykolotne (Приколотне) i s'uneix al Síverski Donets a uns 881 km de la seva desembocadura al riu Don.
- riu Uda (Уда, D, 164 km, 127 dels quals a l'óblast de Khàrkiv), neix a Rússia, al poble de Bessónovka (Бессоновка) i passa per l'óblast de Bélgorod abans d'entrar a Ucraïna, óblast de Khàrkiv. S'uneix al Síverski Donets a 825 km de la seva desembocadura al riu Don.
- Moj, també Mja (Мож, tb. Мжа, D, 77 km). Tot ell dins l'óblast de Khàrkiv. S'uneix al Síverski Donets a 794 km de la seva desembocadura al riu Don.
- Velykyi Burluk (Великий Бурлук, "Gran Burluk", E, 93 km). Aquest riu de l'óblast de Khàrkiv neix al poble de Malyi Burluk (Малий Бурлук, "Petit Burluk") i s'uneix al Síverski Donets a 868 km de la seva desembocadura al riu Don.
- Riu Bereka (річка Берека, ritxka Bereka, D, 82 km, abans 102 km), neix al poble de Bereka (óblast de Khàrkiv) i s'uneix al Síverski Donets a 419 km del seu naixement (i 634 de la seva desembocadura al riu Don), però ara a través de l'últim tram del canal Dniéper-Donbàs (канал Дніпро — Донбас, començat el 1962), construït per unir el Dniéper amb el Síverski Donets i així alleugerir el problema de la sobreexplotació del cabal del Síverski Donets després de la construcció d'un canal anterior, el canal Síverski Donets - Donbàs (Канал Сіверський Донець — Донбас), construït entre el 1955 i el 58 a raó de l'alta industrialització de la zona del Donbàs i les seves grans necessitats d'aigua. A partir de la construcció del canal Dniéper-Donbàs, així, es pot dir que el riu Bereka efectivament desemboca al canal Dniéper-Donbàs, i passa, doncs, d'una llargada de 102 km a una de 82.
- Mókryi Iziumets (Мо́крий Ізю́мець, "Petita Pansa Mullada", E, 26 km), aquest riu de l'óblast de Khàrkiv neix al poble de Buhàïvka (Бугаївка) i desemboca al Síverski Donets a la ciutat d'Izium (Ізюм, "Pansa"). Al seu pas, recull les aigües del Sukhíi Iziumets (Сухий Ізюмець, "Petita Pansa Seca") i del Kúnia o Kunià (Кун'я).
- Riu Oskil (Оскіл, E, 436 km), neix a Rússia, a l'óblast de Kursk, passa per la de Bélgorod, després entra a Ucraïna i travessa l'óblast de Khàrkiv. S'uneix al Síverski Donets al km 580 abans de la seva desembocadura al riu Don.
- Kazennyi Torets (Казе́нний Торе́ць, D, 129), riu de l'óblast de Donetsk, neix a l'assentament de tipus urbà de Hródivka (Гро́дівка), i entra al Síverski Donets a l'assentament de tipus urbà de Raihorodok, prop de la ciutat de Sloviansk i a 537 km del naixement del Síverski Donets i a 516 km de la seva desembocadura al riu Don. Banya les ciutats de Sloviansk (Слов'янськ), Kramatorsk (Краматорськ) i Drujkivka (Дружківка).
  - Sukhýi Torets (Сухий Торець, 97 km), afluent esquerra del Kazennyi Torets (Казе́нний Торе́ць), neix a l'óblast de Khàrkiv, prop del poble de Semenivka (Семенівка), i banya també l'óblast de Donetsk.
- Bakhmut o Bakhmutka (Бахмут, Бахмутка, D, 88 km), óblast de Donetsk. El Bakhmut banya la ciutat de Bakhmut (Бахмут).
- Jerebets (Жеребець, E, 88 km), neix a l'óblast Luhansk, prop del poble de Stelmakhivka (Стельмахівка), i passa a la de Donetsk abans d'ajuntar-se al Síverski Donets prop de Síversk.
- Borova (Борова, E, 84 km). Aquest riu de l'óblast de Luhansk neix prop del poble de Kruhle (Кругле).
- Riu Aidar (Айда́р, E, 256 km), afluent esquerra del Síverski Donets, neix a Rússia i passa 65 km per l'óblast de Bélgorod abans d'endinsar-se a Ucraïna, on banya l'óblast de Luhansk, passant per la ciutat de Starobilsk (Старобільськ) i els "assentaments de tipus urbans" (смт., transcrit: s.m.t.) de Novoskop (Новопсков) i Novoaidar (Новоайдар).
- Ievsuh (Євсуг, E, 82 km), óblast de Luhansk.
- Luhan (Лугань, D, 198 km), neix prop de la ciutat de Hòrlivka (Го́рлівка), al sistema de pujols de Donetsk (Доне́цький кряж), óblast de Donetsk, i travessa aquesta óblast i la de Luhansk, on banya les ciutats de Pervomaisk (Первомайськ), Kirovsk (Кіровськ), Zymohíria (Зимогір’я), Oleksandrivsk (Олександрівськ) i Luhansk (Луганськ).
- Luhantxyk (Луганчик, "Petit Luhan", D, 83 km). Aquest riu de l'óblast de Luhansk neix prop del poble de Txervona Poliana (Червона Поляна), a l'obaga dels pujols de Donetsk (Доне́цький кряж).
- Aidar (Айда́р, E, 256 km), neix prop del poble de Novoaleksandrivka (Новоалександрівка), óblast de Bélgorod, Rússia, i després entra a Ucraïna, a l'óblast de Luhansk, on desemboca al Síverski Donets a 344 km de la seva desembocadura al riu Don. Banya els assentaments de tipus urbà de Novoskop (Новопсков), Starobilsk (Старобільськ) i Novoaidar (Новоайдар), tots a l'óblast de Luhansk.
- Derkul (Деркул, E, 153 km), passa per l'óblast de Luhansk, on dibuixa un tram de la frontera entre Ucraïna i Rússia.
- Velyka Kàmianka (ucraïnès: Вели́ка Ка́м'янка, transcrit: Velyka Kàmianka; rus: Большая Каменка, transcrit: Bolxàia Kàmienka; D, 118 km, 105 a Ucraïna), neix a l'óblast de Luhansk, Ucraïna, prop del poble de Kovpakove (Ковпакове), i s'uneix al Síverski Donets a l'óblast de Rostov, Rússia, a 13 km de la frontera i prop de l'assentament de tipus urbà de Gundorovskyi (Гундоровський), i a 216 km de la desembocadura del S. Donets al riu Don.